# Осада Праги (1742)
Осада Праги (нем. Belagerung von Prag) проходила с июня по декабрь 1742 года во время войны за австрийское наследство.
С началом войны за австрийское наследство в ночь с 25 на 26 ноября 1741 года франко-баварско-саксонские войска внезапной атакой захватили богемский стольный город Прагу. На следующий день Карл Альбрехт Баварский был признан сословиями королем Богемии, а позже также некоторое время носил титул императора Священной Римской империи как Карл VII.

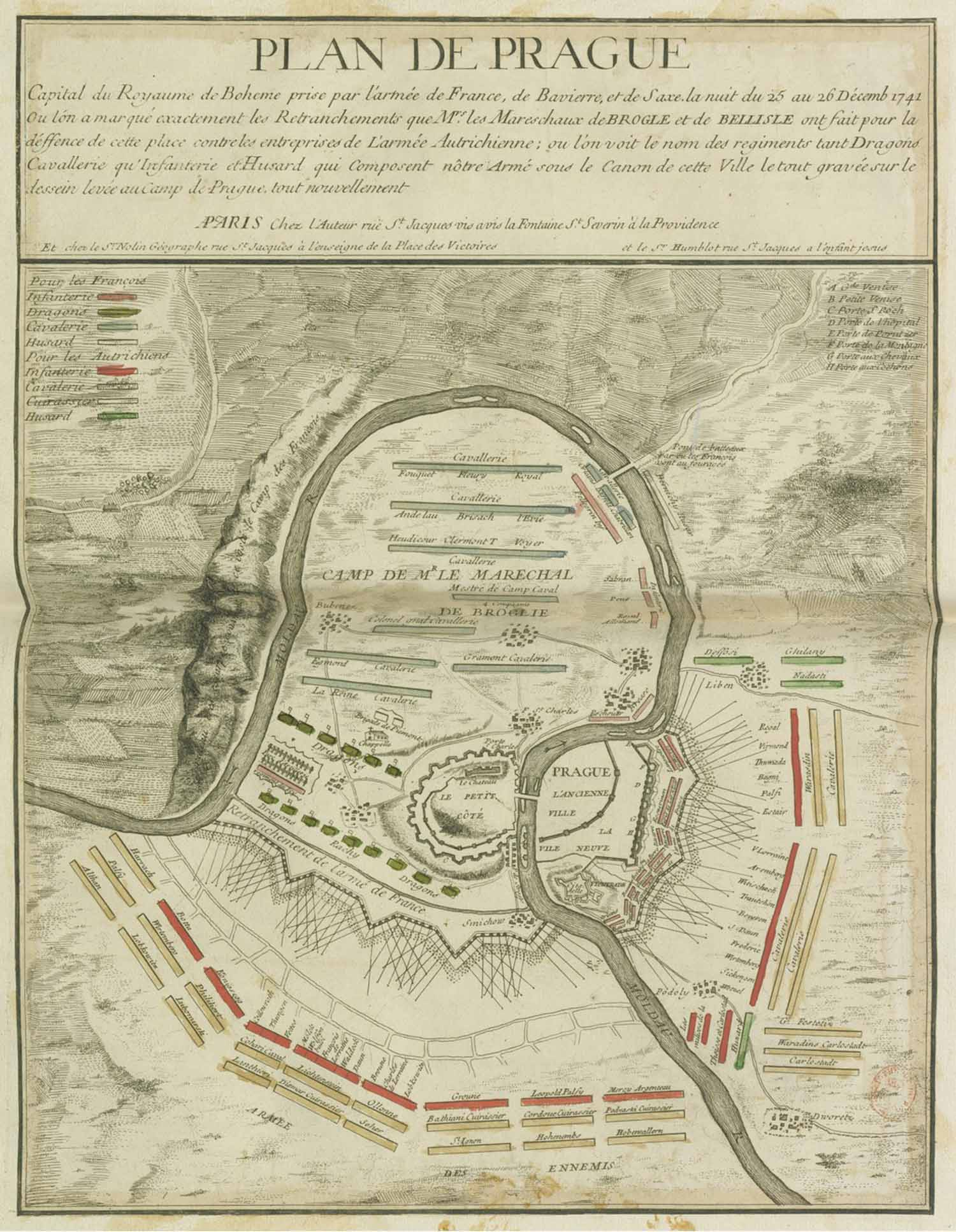
План осады Праги (север слева)

С начала лета 1742 года французские войска в городе были осаждены австрийской армией численностью 27 000 пехотинцев и 17 000 кавалеристов. К войскам маршала Бель-Иля в Праге подошёл контингент маршала де Брольи, что увеличило гарнизон до 19 000 пехотинцев и 7000 кавалеристов.
Французы перекрыли петлю Влтавы с пражской Малой-Страной полевыми укреплениями от Цисаржского острова до Смихова и сосредоточили за ними всю кавалерию, 15 драгунских полков, два гусарских полка, 17 полков тяжелой кавалерии и семь пехотных полков. Выходом из этого «котла» был мост, который охраняли три кавалерийских полка и один пехотный полк. На другой стороне моста стоял гусарский полк для разведки.
Регулярная осада началась только 16 августа, после завершения создания австрийцами параллельных траншей напротив бастионов Санкт-Элизабет и Санкт-Норберт. Главным районом боевых действий были передовые полевые окопы перед районом Старе-Место, где была сосредоточена почти вся французская пехота.
Атаки австрийцев были малоэффективны, а из-за особого географического положения город не удалось полностью окружить. Тем не менее условия для осаждённых становились все более тяжёлыми, начались болезни.
В сентябре французская деблокирующая армия вынудила австрийцев временно снять осаду. Затем де Брольи покинул город, и командование перешло к маршалу де Бель-Иль. Он все еще надеялся на маршала де Мальбуа, который в Нидерландах с 40 000 человек противостоял войскам курфюрста Ганновера. Наконец де Мальбуа, соединившись с корпусом графа Харкорта, двинулся с большими силами на восток через Нижнюю Франконию, но ему не хватило решимости, чтобы форсированным маршем продвигаться в Богемию.
Не дождавшись подхода деблокирующей армии, 16 декабря де Бель-Иль покинул крепость с 14 000 человек, что австрийцы заметили только 18 декабря. Они сразу перекрыли возможные пути отхода, но де Бель-Иль перехитрил их и в сложных климатических условиях после десятидневного марша через Богемский лес достиг территории Баварии.
Де Бель-Иль оставил в Праге 6000 человек, большинство из которых были ранены или больны. Они согласились на капитуляцию и сдали крепость. Затем 3 января 1743 года им было предоставлено право выхода со всеми воинскими почестями.